# Хендерсон де ла Фуэнте, Лэнс
Лэнс Хендерсон де ла Фуэнте (исп. Lance Henderson de la Fuente; род. 19 мая 2003 года, Марбелья) — андоррский, ранее испанский шахматист, гроссмейстер (2019).

## Биография
Его отец, Мэтт Хендерсон, — американский ученый-компьютерщик, а мать, Мария дель Пино де ла Фуэнте, — аэрокосмический инженер из Вальядолида, которая несколько лет жила в Германии. Лэнс Хендерсон де ла Фуэнте начал играть в шахматы в возрасте девяти лет в лагере в Кабре (Кордова), где познакомился с сильными местными шахматистами, и они привили ему интерес к игре. Когда он вернулся из Кордовы, то присоединились к шахматному клубу «Marbella Metro». Его обучал шахматный мастер Эрнесто Фернандес из Малаги. Несмотря на то, что ему было меньше 12 лет, Лэнс Хендерсон де ла Фуэнте выиграл чемпионат Испании по шахматам среди юношей до 14 лет.
В октябре 2019 года в острове Мэн Лэнс Хендерсон де ла Фуэнте занял 125-е место на турнире «Большая швейцарка ФИДЕ».
За успехи в турнирах ФИДЕ присвоила Лэнсу Хендерсону де ла Фуэнте звание международного мастера (IM) в 2018 году и международного гроссмейстера (GM) в 2019 году. Гроссмейстерские нормы Хендерсон выполнил на турнирах: Гибралтарский фестиваль 2018 года, круговой турнир гроссмейстеров и мастеров в Мюлузе в рамках Festival d'été de Mulhouse 2018 в том же году, командный чемпионат Португалии 2018/19.
В составе сборной Андорры участник Всемирной шахматной олимпиады 2022 года (без поражений на первой доске, +4 −0 =6; 52-е командное место). В составе сборной Испании участник онлайн-олимпиад 2020 и 2021 гг.
Победитель 4-го индивидуального первенства малых европейских наций (2022).
Участник Кубков европейских клубов:
- 2019 — за команду Mulhouse (Франция)[11];
- 2021 — за Silla-Valencia Origin of Chess (Испания)[12].